# Proença-a-Nova
Proença-a-Nova est une ville du district de Castelo Branco au Portugal.